# Harðarson
Harðarson ist ein isländischer Name.

## Bedeutung
Der Name ist ein Patronym und bedeutet Sohn des Hörður. Eine Variante ist Hörðursson; die weibliche Entsprechung ist Harðardóttir (Tochter des Hörður).

## Namensträger
- Bjarni Harðarson (* 1961), isländischer Politiker und Schriftsteller
- Ísak Harðarson (* 1956), isländischer Schriftsteller
- Jóhannes Harðarson (* 1976), isländischer Fußballspieler
- Kristján Harðarson (* 1964), isländischer Olympionike